# 1997 en droit
Cet article présente les faits marquants de l'année 1997 en droit.

## Événements

### Janvier
- 7 janvier, Uruguay : réforme de la Constitution uruguayenne par référendum adoptée. Elle met notamment fin à la ley de lemas, système original de double vote simultanée du Président et des parlementaires, qui existait depuis 1910. L'Uruguay était le principal État à utiliser ce système.

### Novembre
- 8 novembre, France : adoption de la loi n° 97-1019 portant réforme du service national. Elle suspend la conscription et confie à l’Éducation nationale l’enseignement de la défense. Elle institue aussi un « parcours de citoyenneté » qui comprend notamment l’enseignement de la défense à l’École, le recensement à 16 ans et la Journée d’appel de préparation à la défense (JAPD).